# Oxandra mediocris
Oxandra mediocris Diels – gatunek rośliny z rodziny flaszowcowatych (Annonaceae Juss.). Występuje naturalnie w Peru, Kolumbii oraz Brazylii (w stanach Acre i Amazonas). 

## Morfologia
PokrójZimozielone drzewo dorastające do 6 m wysokości.
LiścieMają kształt od odwrotnie jajowatego do eliptycznego. Mierzą 6–9 cm długości oraz 1,5–2,5 cm szerokości. Nasada liścia jest ostrokątna. Blaszka liściowa jest o spiczastym wierzchołku. Ogonek liściowy jest nagi i dorasta do 2–3 mm długości.